# Open en Bloot

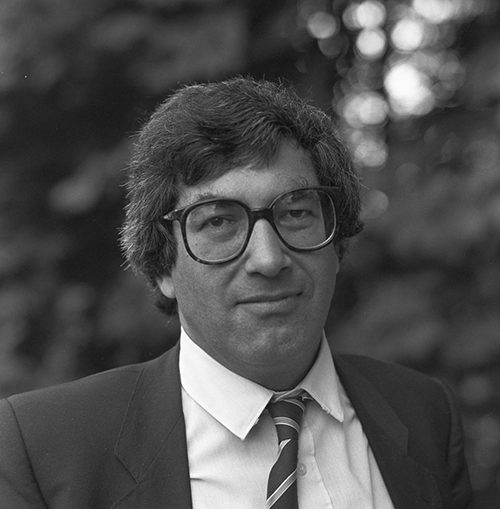
Presentator Joop van Tijn

Open en Bloot was een televisieprogramma van de VARA dat begon op 24 januari 1974. Het werd uitgezonden in kleur van 22.00 tot en 22.35 uur op Nederland 2. Het programma werd geproduceerd door Mia Steinebach en gepresenteerd door Joop van Tijn. In het voorjaar van 1974 waren er ook nog uitzendingen op 21 februari, 18 april en 16 mei. In totaal werden er 10 afleveringen uitgezonden.   
Het  was één van de eerste programma's op de Nederlandse televisie waarin openlijk over seksualiteit werd gesproken. Het had als doel seksuele voorlichting aan met name jongeren te geven, en daarbij te benadrukken dat seks ook leuk was, wat een tamelijk nieuw inzicht was destijds. De VARA voelde er aanvankelijk niets voor om het programma te laten presenteren door een gezaghebbend politiek commentator en interviewer als Van Tijn. De programmamakers stelden echter dat iedereen ermee te maken heeft, ook Van Tijn.  
Bij de begintune kwamen een aantal naakte mannen en vrouwen in beeld die tezamen het woord Open en Bloot vormden. Van Tijn praatte in de studio fragmenten aan elkaar, waarin gewone Nederlanders van alle leeftijden die over hun seksleven praten te zien waren. De voorlichting gebeurde niet met echte naakte mensen, maar met animatiefilmpjes over vooral het vrouwelijke lichaam. Ook zijn er liedjes en sketches geschreven door Hans Dorrestijn en Gregor Frenkel Frank en gespeeld door Rudolf Lucieer, Onno Molenkamp en Olga Zuiderhoek, waarin de diverse aspecten van de seksualiteit werden getoond, en daarna uitgelegd en besproken. Ook vonden er gesprekken met kijkers plaats, en waren er deskundigen van onder meer de Nederlandse Vereniging voor Seksuele Hervorming (NVSH) aanwezig. Op 24 januari 1974 was Van Tijn de eerste die op de Nederlandse televisie het woord neuken, op een vrij bekakte toon, in de mond nam.
Voor die tijd was het een programma dat veel weerstand opriep, en de tv-recensent Henk van der Meijden sprak er schande van. Het programma had wel hoge kijkcijfers, de eerste aflevering had 5.160.000 kijkers. Vrij Nederland plaatste op 8 juni 1974 een bloemlezing van reacties op het programma. Naar de huidige maatstaven was het programma wat oubollig gezien latere programma's als Sex voor de Buch en Neuken doe je zo!
Anticiperend op het programma maakte Koos Postema op 24 maart 1974 een uitzending van Een groot uur U over het gebruik van de pil.
In 2010 kwam er bij de TROS opnieuw een programma met de titel Open en Bloot in het TV Lab gepresenteerd door Lucille Werner. Dit was echter een geheel ander programma.